# لاكوس مورتيس

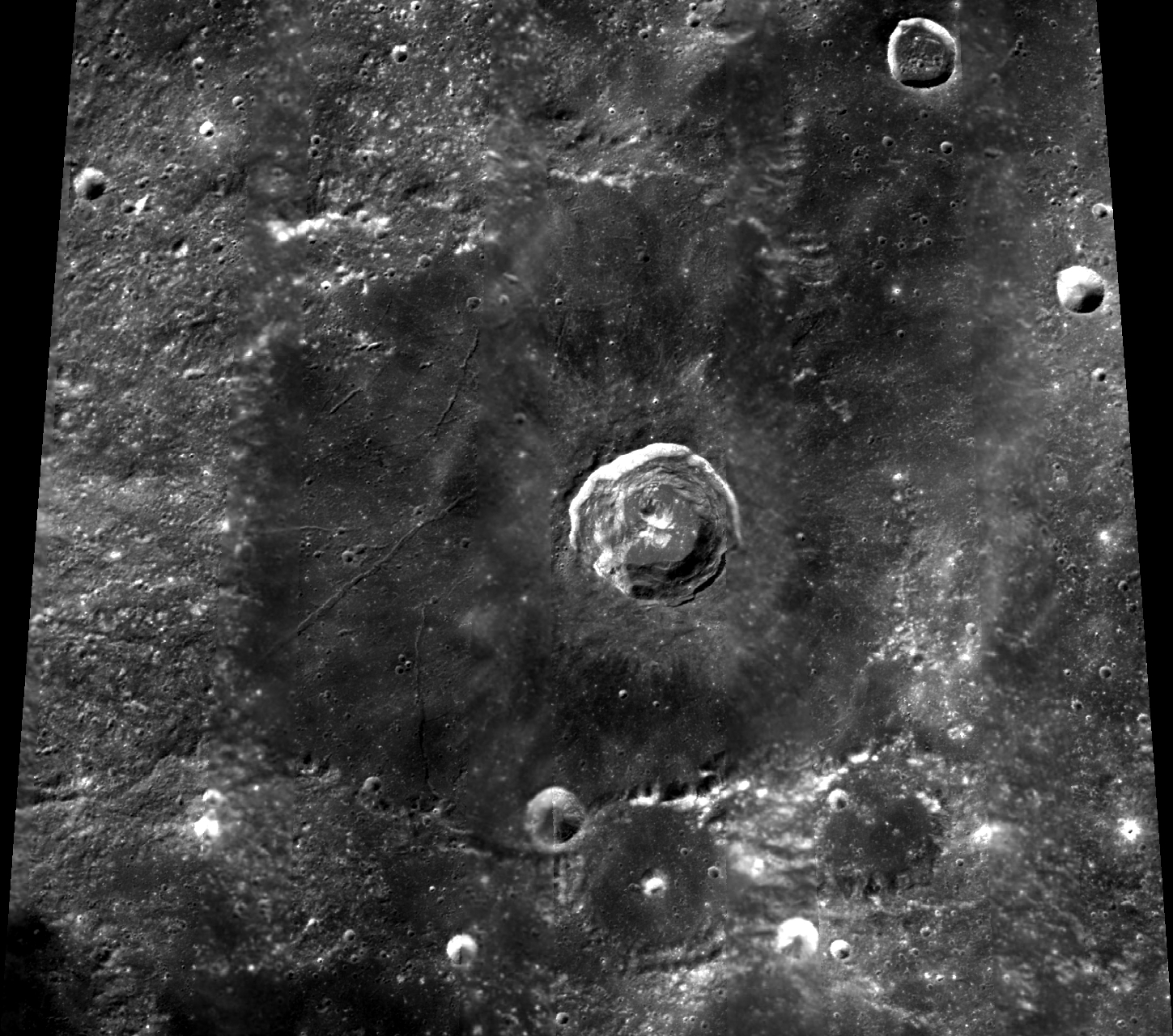
لاكوس مورتيس، باللاتينية "بحيرة الموت"

لاكوس مورتيس، باللاتينية "بحيرة الموت" (45.0°N 27.2°E) هو سهل من تدفقات الحمم البازلتية في الجزء الشمالي الشرقي من سطح القمر. تقع جنوب بحر ماري فريغوريس، مفصوله بواسطه ذراع نحيلة من الأرض الوعرة. كما تقع بالقرب من فوهتي بلانا وماسون. تقع فوهة بورغ في بالقرب من منتصف البحيرة. 

## الوصف
يبلغ قطر البحيرة ما يقرب من 151 كم
في مارس 2014، أعلنت أستروبوتك للتكنولوجيا أن لاكوس مورتيس هي الوجهة المستهدفة لأول مهماتها القمرية القادمة في مسابقة جائزة جوجل أكس القمرية. تهدف الشركة إلى الهبوط بجوار الفوهة لكي يخرج روفر ويستكشف القمر.

## وصلات خارجية
- فوهات القمر
- جوله حول فوهات القمر -ناسا.